# Monastero Nuova Gerusalemme
Il monastero Nuova Gerusalemme, noto anche come monastero della Resurrezione (in russo Новоиерусали́мский монасты́рь o Воскресенский Новоиерусалимский?) è un monastero maschile, situato nella città di Istra, nell'oblast' di Mosca, in Russia.

## Storia e descrizione
Il monastero Nuova Gerusalemme fu fondato nel 1656 dal patriarca Nikon, come residenza patriarcale nei pressi di Mosca. Il luogo e il nome vennero scelti per la sua somiglianza con la Terra santa. Il fiume Istra rappresenta il fiume Giordano, e gli edifici rappresentano lo "spazio sacro" o i luoghi santi di Gerusalemme. Nella sua epoca, il patriarca Nikon portò diversi monaci di origine non russa per popolare il monastero, in quanto era concepito per rappresentare l'ortodossia multinazionale della Gerusalemme Celeste. L'insieme architettonico del monastero comprende la Cattedrale della Resurrezione (1656-1685), identica all'omonima cattedrale di Gerusalemme, la dimora del patriarca Nikon (1658), le mura di pietra con le torri (1690-1694), la Chiesa della Santissima Trinità (1686-1698) e altri edifici, tutti decorati con maioliche e stucchi. Tra gli architetti che lavorarono al complesso vi furono tra gli altri Bartolomeo Rastrelli, Matvej Kazakov, Konstantin Thon, Andrej Voronichin, Jakov Buchvostov e Karl Blank. Nel XVII secolo, il monastero Nuova Gerusalemme possedeva una grande biblioteca, organizzata da Nikon, con manoscritti provenienti da altri monasteri. All'epoca della secolarizzazione del 1764, il monastero possedeva già almeno 13 000 contadini.

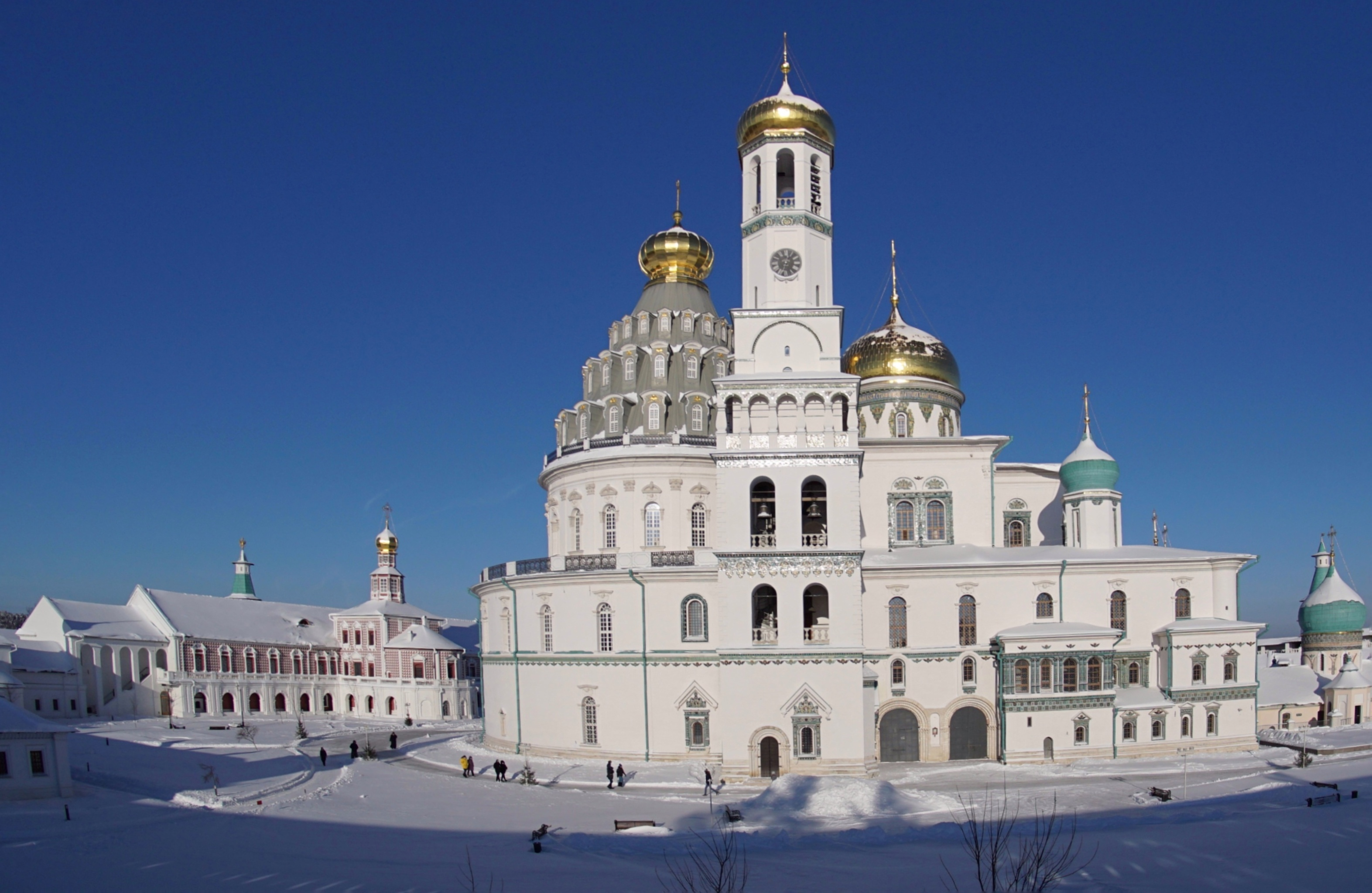
Cattedrale della Resurrezione, componente del complesso del monastero.

Nel 1918 il monastero Nuova Gerusalemme venne chiuso. Nel 1920 venne aperto, nei locali del monastero un museo della storia e dell'arte, e nel 1935 il museo di studi regionali dell'oblast' di Mosca. Nel 1941 l'esercito tedesco saccheggiò il monastero. Prima della ritirata, i tedeschi fecero saltare in aria il grande campanile, le torri vennero demolite, le arcate della cattedrale crollarono, seppellendo la famosa iconostasi, insieme con altri oggetti di valore. Nel 1959 il museo venne riaperto al pubblico, anche se il campanile non venne mai ricostruito, mentre l'interno della cattedrale è ancora spoglio. Il monastero Nuova Gerusalemme ha ripreso la sua funzione di monastero maschile solo negli anni '90.
Nel marzo 2009, l'allora presidente russo Dmitrj Medvedev ha firmato un decreto presidenziale per il restauro del monastero Nuova Gerusalemme. Il governo federale ha avuto disposizioni di sovvenzionare il fondo per il restauro del monastero dal bilancio federale, a partire dal 2009, con una stima dei costi, secondo il vice primo ministro Viktor Zubkov, di 13-20 miliardi di rubli.
I lavori sono proseguiti per diversi anni: fino al giugno 2016, gran parte degli interni della Cattedrale erano stati ricostruiti e decorati. Il grande campanile è stato ricostruito sulla base dei vecchi progetti. Il monastero è tornato in piena attività ed è aperto anche ai visitatori, che arrivano ogni giorno a migliaia, soprattutto in occasione delle festività.